# Megachile barbiellinii
Megachile barbiellinii är en biart som beskrevs av Jesus Santiago Moure 1944. Megachile barbiellinii ingår i släktet tapetserarbin, och familjen buksamlarbin. Inga underarter finns listade i Catalogue of Life.